# Liga Mayor 1943-44
La Temporada 1943-44 fue la edición I del Campeonato mexicano de liga, en la denominada época profesional. Sin embargo, aunque muchos periodistas y algunos investigadores mantienen la tesis de que oficialmente el campeonato de Liga comenzó a disputarse en 1943; el 17 de octubre de dicho año, ningún medio menciona el inicio de una nueva era, mucho menos con el estatus profesional, el cual ya tenía.
Lo que ocurrió aquel año de 1943, no fue en realidad una fusión de las ligas más importantes del país, sino una inclusión de clubes de otros circuitos al seno de la Liga Mayor, la única afiliada a la Federación Mexicana de Fútbol.  De los ocho equipos contendientes del campeonato de 1942-43, seis permanecían en el circuito: América, Atlante, Marte, Asturias, España y Moctezuma de Orizaba (este último, antiguo miembro de la Liga Veracruzana y que participaba como miembro pleno de la liga y la FMF desde 1941-42). Necaxa desapareció por problemas económicos y administrativos derivados de la muerte de su fundador William H. Fraser. La Selección Jalisco, escuadra integrada por jugadores de los clubes Guadalajara, Oro y Atlas de la Liga de Occidente, y que participaba como invitado desde 1940-41; también desapareció, para dar paso al ingreso formal de los clubes Atlas y Guadalajara (Oro lo haría hasta 1944-45) en la Liga Mayor. Y a ellos hay que sumar también los debuts de Veracruz (que nació de la fusión de los clubes Iberia y Sporting que ya habían participado con regularidad en la Liga Mayor), y ADO de la Liga Veracruzana. De esta forma, en la práctica, la liga solo tuvo una expansión de 4 clubes, y no una unificación de torneos.

## Sistema de competencia
Los diez participantes disputan el campeonato bajo un sistema de liga, es decir, todos contra todos a visita recíproca; con un criterio de puntuación que otorga dos unidades por victoria, una por empate y cero por derrota. El campeón sería el club que al finalizar el torneo haya obtenido la mayor cantidad de puntos, y por ende se ubique en el primer lugar de la clasificación. 
En caso de concluir el certamen con dos equipos empatados en el primer lugar, se procedería a un partido de desempate entre ambos conjuntos en una cancha neutral predeterminada al inicio del torneo; de terminar en empate dicho duelo, se realizará uno extra, y de persistir la igualdad en este, se alargaría a la disputa de dos tiempos extras de 30 minutos cada uno, y posteriormente a un nuevo encuentro hasta que se produjera un ganador.
En caso de que el empate en el primer lugar fuese entre más de dos equipos, se realizaría una ronda de partidos entre los involucrados, con los mismos criterios de puntuación, declarando campeón a quien liderada esta fase al final.
Para el resto de las posiciones que no estaban involucradas con la disputa del título, su ubicación, en caso de empate, se definía por medio del criterio de gol average o promedio de goles, y se calculaba dividiendo el número de goles anotados entre los recibidos.

## Equipos participantes

### Equipos por entidad federativa
| Entidad Federativa | N.º | Equipos                                   |
| ------------------ | --- | ----------------------------------------- |
| Distrito Federal   | 5   | América, Asturias, Atlante, España, Marte |
| Veracruz           | 3   | ADO, Moctezuma y Veracruz                 |
| Jalisco            | 2   | Atlas y Guadalajara                       |

## Clasificación final
| Pos. | Equipo       | Pts. | PJ | G  | E | P  | GF | GC | Dif. | Clasificación           |
| ---- | ------------ | ---- | -- | -- | - | -- | -- | -- | ---- | ----------------------- |
| 1    | Real España  | 27   | 18 | 13 | 1 | 4  | 70 | 35 | +35  | Desempate por el título |
| 2    | Asturias (C) | 27   | 18 | 12 | 3 | 3  | 57 | 32 | +25  | Desempate por el título |
| 3    | Moctezuma    | 21   | 18 | 9  | 3 | 6  | 43 | 34 | +9   |                         |
| 4    | Atlante      | 18   | 18 | 6  | 6 | 6  | 28 | 31 | −3   |                         |
| 5    | Atlas        | 18   | 18 | 7  | 4 | 7  | 42 | 50 | −8   |                         |
| 6    | Guadalajara  | 16   | 18 | 8  | 0 | 10 | 50 | 51 | −1   |                         |
| 7    | Veracruz     | 16   | 18 | 7  | 2 | 9  | 48 | 57 | −9   |                         |
| 8    | América      | 13   | 18 | 6  | 1 | 11 | 42 | 58 | −16  |                         |
| 9    | Marte        | 12   | 18 | 4  | 4 | 10 | 32 | 47 | −15  |                         |
| 10   | ADO          | 12   | 18 | 5  | 2 | 11 | 37 | 54 | −17  |                         |

 Fuente: [cita requerida]

### Resultados
| Local \ Visitante | ADO | AME | AST | ATT | ATL | ESP | GUA | MAR | MOC | VER |
| ----------------- | --- | --- | --- | --- | --- | --- | --- | --- | --- | --- |
| ADO               | —   | 1–6 | 3–4 | 0–1 | 9–2 | 2–8 | 3–2 | 4–0 | 0–3 | 2–3 |
| América           | 1–3 | —   | 2–7 | 2–5 | 3–2 | 2–4 | 7–2 | 2–0 | 1–0 | 4–6 |
| Asturias          | 4–1 | 4–2 | —   | 1–2 | 2–3 | 1–1 | 3–2 | 7–2 | 2–2 | 6–2 |
| Atlante           | 2–2 | 3–3 | 1–1 | —   | 2–2 | 2–1 | 1–4 | 0–0 | 0–1 | 3–1 |
| Atlas             | 3–0 | 3–0 | 2–4 | 3–3 | —   | 0–1 | 3–7 | 3–0 | 3–3 | 3–1 |
| España            | 5–1 | 6–1 | 1–2 | 2–0 | 6–2 | —   | 8–2 | 3–2 | 2–3 | 9–3 |
| Guadalajara       | 5–1 | 3–1 | 1–5 | 0–1 | 1–3 | 3–5 | —   | 5–1 | 3–1 | 5–1 |
| Marte             | 0–2 | 2–3 | 3–0 | 5–1 | 1–1 | 1–4 | 1–2 | —   | 4–2 | 4–2 |
| Moctezuma         | 3–1 | 3–1 | 1–2 | 2–1 | 5–1 | 1–2 | 3–2 | 3–3 | —   | 5–1 |
| Veracruz          | 2–2 | 4–1 | 1–2 | 1–0 | 2–3 | 7–2 | 3–1 | 3–3 | 5–2 | —   |

## Partido de desempate por el título
| 16 de abril de 1944 | Asturias                                         | 4:1' | España         | Parque Asturias, Ciudad de México |  |
|                     | Roberto Aballay · José Menéndez · Tomás Regueiro |      | Isidro Lángara |                                   |  |

Alineaciones:
Asturias F.C.:
Léon, Suárez, Rodríguez, P. Regueiro, Santizo, Cabezón,T. Regueiro, Fandiño, Aballay, Noguera, Menéndez
D.T. Ernesto Pauler.
Real Club España:
Blasco, Laviada, Aedo, Urban, Cilaurren, D. Alonso, Quesada, Iraragorri, Lángara, Tuñas, López H.
D.T. Rodolfo Muñoz
|                              |
| Asturias Campeón 1er título. |

## Goleadores
| Pos. | Jugador          | Equipo      | Goles |
| ---- | ---------------- | ----------- | ----- |
| 1.º  | Isidro Lángara   | España      | 27    |
| 2.º  | Agustín Medina   | Atlas       | 20    |
| 3.º  | Pablo González   | Guadalajara | 17    |
| 4.º  | José Iraragorri  | España      | 14    |
| 5.º  | Ismael Zavaleta  | Asturias    | 13    |
| 6.º  | Martín Larriñaga | España      | 12    |
| 7.º  | José Menéndez    | Asturias    | 12    |
| 8°   | Luis Reyes       | Guadalajara | 11    |
| 8°   | Julián Durán     | Veracruz    | 11    |
| 8°   | Alberto Mendoza  | Marte       | 11    |